# Хоггетт, Стивен
Стивен Хоггетт (англ. Steven Hoggett; род. 30 ноября 1971) — английский хореограф и режиссёр, наиболее известный своей работой в области современного танца и театральной постановки. Лауреат премии Лоренса Оливье (2009) и премии «Obie» (специальное упоминание, 2012), также был четыре раза номинирован на премию Drama Desk и трижды на премию «Тони».

## Биография
Родился и рос в Хаддерсфилде. Учился в Университете Суонси, где изучал английскую литературу. В 1994 году с товарищами по университету основал театральную труппу Frantic Assembly. Поставил и сыграл одну из ролей в первом спектакле труппы (по пьесе Дж. Осборна «Оглянись во гневе»), в дальнейшем неоднократно сотрудничал с приобретавшей всё большую известность труппой в качестве режиссёра и хореографа. В частности, был хореографом спектакля «Загадочное ночное убийство собаки», при постановке которого труппа сотрудничала с Королевским национальным театром.
С 2003 года в качестве хореографа (постановщика сценических движений) постоянно работает с режиссёром Джоном Тиффани, с которым дружит с детства. Результатом работы тандема стали спектакли Black Watch по пьесе Г. Бёрка (2006), Let the Right One In (2013) по роману Ю. А. Линдквиста, The Twits по книге Р. Даля (2015), «Гарри Поттер и Проклятое дитя» (2016) по пьесе Дж. Роулинг, а также мюзикл «Однажды» (2011). По словам театрального критика Лин Гарднер взаимодействие Тиффани и Хоггета на репетиции «предполагает почти телепатическую связь».
В 2009 году был удостоен премии Лоренса Оливье как лучший хореограф за работу над спектаклем Black Watch.